# Шпан, Йенс
Йенс Шпан (нем. Jens Spahn; род. 16 мая 1980, Ахаус, Северный Рейн-Вестфалия) — немецкий политик, член партии Христианско-демократический союз Германии, парламентарий от Штайнфурта и Боркена, заместитель министра финансов (2015—2018). Министр здравоохранения Германии с 14 марта 2018 года в составе 4-го кабинета Ангелы Меркель.

## Политическая карьера
В 2002 году в возрасте 22 лет был избран в Бундестаг 15-го созыва. После этого также избирался в парламент 16 и 17 созывов.
Шпан прошёл обучение в рамках программы «Young Leader Program» неправительственной организации American Council on Germany (аффилированной с Советом по международным отношениям) и аналитического центра Atlantik-Brücke («Атлантический мост») для перспективных политических и экономических руководителей. В июне 2017 года был участником конференции Бильдербергского клуба, проходившей в штате Виргиния.
С марта 2018 — министр здравоохранения Германии.
Согласно появившимся в апреле 2021 года сообщениям немецких СМИ (Bild, Der Spiegel и др.), сын Гельмута Коля Вальтер Коль подал против Йенса Шпана судебный иск на сумму почти 5,5 млн EUR.

## Личная жизнь
Католик, открытый гей. 22 декабря 2017 года после легализации однополых браков в Германии вступил в брак с журналистом Даниэлем Функе (нем. Daniel Funke). Церемонию бракосочетания в замке Борбек провёл обербюргермайстер Эссена.
В июле 2020 Шпан вместе с супругом приобрел виллу в берлинском районе Далем за 6,5 миллионов евро. Часть этой суммы выделил Сберегательный банк Вестмюнстерланда (Sparkasse Westmünsterland), в котором Шпан с 2009 по 2015 год состоял в совете директоров. Окружной суд Шёнеберга раскрыл газете Tagesspiegel сумму сделки, однако Шпан через суд добился ее засекречивания, после чего она была удалена с сайтов немецких СМИ.
В декабре 2020 года журнал Stern обнаружил, что Шпан владеет еще несколькими объектами элитной недвижимости в Берлине. В 2017 году, будучи заместителем министра финансов, Шпан приобрел квартиру «за высокую шестизначную сумму» у топ-менеджера фармкомпании, который после назначения Шпана министром здравоохранения в 2018 году занял пост генерального директора в госкомпании по развитию цифровой медицины gematik GmbH. Назначение вызвало жесткую критику со стороны Transparency International, однако германский Минздрав опроверг связь между этими событиями. Ранее, в 2015 году, Шпан приобрел квартиру площадью 171 м2 в берлинском районе Шёнеберг, тоже «за высокую шестизначную сумму». По данным издания, эту квартиру Шпан сдает Кристиану Линднеру, лидеру либеральной Свободной демократической партии Германии (СвДП).